# The Last Man on Earth
The Last Man on Earth (El último hombre sobre la Tierra en España, y Seres de las sombras en Hispanoamérica) es una película de terror y ciencia ficción italo-estadounidense de 1964 dirigida por Ubaldo Ragona y Sidney Salkow y protagonizada por Vincent Price.
La historia está basada  en la novela Soy leyenda de Richard Matheson, quien ayudó a escribir el guion bajo el seudónimo de "Logan Swanson". Los demás guionistas fueron William Leicester, Furio M. Monetti y Ragona. Es la primera adaptación cinematográfica de la famosa novela de Matheson.

## Argumento
En 1968, Robert Morgan (Vincent Price) es un sobreviviente que vive en un mundo post-apocalíptico. Las calles de la ciudad donde vive están desiertas, con excepción de algunos cadáveres que yacen en el suelo. Lleva cerca de tres años viviendo solo, refugiándose de unos vampiros que solo pueden salir de noche. Para proteger su casa instala ajo y espejos en las puertas. Todos los días sigue la misma rutina, examinando la ciudad en busca de las criaturas, que durante el día duermen alejados de la luz del sol. Morgan aprovecha esto para matarlos clavándoles estacas y quemando posteriormente sus cuerpos, pero el proceso es lento. Su rutina diaria finaliza al anochecer, cuando regresa a casa y se esconde de las criaturas.
Una noche tiene un racconto, en el cual se muestra la vida de Morgan antes de la plaga que arrasó con el mundo en diciembre de 1965. En aquel entonces era un científico y estaba casado con una mujer llamada Virginia (Emma Danieli), con quien tenía una hija, Kathy (Christi Courtland), de siete años de edad. Morgan trabajaba para el Dr. Mercer (Umberto Raho), en cuyo laboratorio estaba investigando un virus mortal que se transmitía por aire. Tanto su hija como su esposa fueron infectadas posteriormente. Su compañero de laboratorio, Ben Cortman (Giacomo Rossi-Stuart), creía que el virus convertía a las personas en criaturas similares a los vampiros, lo cual explicaría que los cuerpos de los muertos estuvieran siendo quemados por las autoridades en vez de enterrados. Sin embargo, Morgan no creyó su teoría. Tanto su hija como su esposa murieron producto del virus; la primera fue quemada por las autoridades junto al resto de los cadáveres, mientras que la segunda fue enterrada por el  propio Morgan en secreto. Esa misma noche, Virginia volvió a la vida y regresó a casa, atacando a Morgan.
Tras el racconto, Morgan encuentra un perro herido, al que adopta para hacerle compañía. Sin embargo, tras analizar la sangre del perro, Morgan descubre que está infectado con el virus, y lo mata. Mientras entierra al animal, el científico descubre a una mujer llamada Ruth (Franca Bettoia), el primer ser humano que ve en años. En la casa, Morgan nota que Ruth es alérgica al ajo, uno de los síntomas del virus, pero la mujer le explica que simplemente tiene el estómago débil. El científico posteriormente le revela que él cree ser inmune al virus, ya que mientras trabajaba en Panamá algunos años antes, fue mordido por un murciélago infectado, lo cual a su juicio fortaleció su sistema inmunitario.
Más tarde, Morgan descubre que Ruth estaba realmente infectada, pero que gracias a una vacuna ella pudo evitar que el virus se multiplicara. La mujer le revela además que había otros sobrevivientes, también infectados, pero que se habían mantenido gracias a las vacunas. Esos sobrevivientes le tenían miedo a Morgan, ya que él se había deshecho de los cuerpos de sus seres queridos, muchos de los cuales aún estaban vivos. Ruth saca un arma, pero es incapaz de dispararle.
Morgan realiza una transfusión de su propia sangre a Ruth, traspasándole parte de sus anticuerpos y curándola. Ella le advierte que el grupo de sobrevivientes al que pertenece llegará en cualquier momento a atraparlo, pero el científico se niega a salir de la casa. Cuando los sobrevivientes llegan lo persiguen hasta una iglesia, donde es herido de muerte. Agonizante, Morgan tilda a los sobrevivientes de mutaciones y fenómenos, y es atravesado por una estaca de metal. Ruth llega al lugar y lo sostiene entre sus brazos mientras él muere.

## Reparto

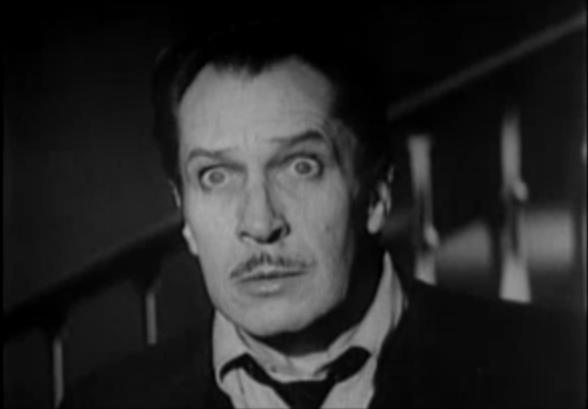
El Dr. Morgan (Vincent Price) en un fotograma de la película

- Vincent Price como Dr. Robert Morgan
- Franca Bettoia como Ruth Collins.
- Emma Danieli como Virginia Morgan.
- Giacomo Rossi-Stuart como Ben Cortman.
- Umberto Raho como Dr. Mercer
- Christi Courtland como Kathy Morgan.
- Antonio Corevi como Gobernador.
- Ettore Ribotta como Reportero.

## Producción
El último hombre sobre la Tierra fue la primera adaptación cinematográfica de la novela Soy leyenda, de Richard Matheson. El mismo Matheson participó como guionista en la película. Sin embargo, el escritor solicitó que su nombre fuese cambiado en los créditos por el seudónimo Logan Swanson, ya que no se encontraba satisfecho con los cambios que le hicieron al guion ni con la elección de Vincent Price como el protagonista de la historia. Según palabras de Matheson:

Me decepcionó El último hombre sobre la Tierra, a pesar de que más o menos siguió mi historia [...] creo que Vincent Price, a quien adoro en todas las películas que he escrito, no fue bien seleccionado para el papel. También sentí que la dirección era un poco pobre. Simplemente no me importaba.

Aunque está ambientada en Los Ángeles, la película fue rodada en Roma.

## Recepción
Aunque en un principio no fue considerada un éxito, con el pasar de los años El último hombre sobre la Tierra fue adquiriendo una mejor reputación. La película posee un 73 % de comentarios "frescos" en el sitio web Rotten Tomatoes, basado en un total de 15 críticas.
Jerry Renshaw del periódico The Austin Chronicle se refirió al filme como "un escalofriante estudio sobre la soledad", destacando además la actuación de Vincent Price. Jeff Stafford, en un artículo para Turner Classic Movies, sostuvo que "Morgan no es un sobreviviente heroico sino un hombre que está deprimido, agotado y en peligro de perder su propia humanidad. Price transmite esto en una interpretación sutil que está libre de su habitual teatralidad exagerada".
Jonathan Rosenbaum, por el contrario, escribió: "Algunos podrían considerar esta versión como mejor que el remake de 1971 con Charlton Heston, The Omega Man, pero eso no es un gran logro". Steve Biodrowski de Cinefantastique destacó la fidelidad de la adaptación, pero criticó algunos aspectos como su bajo presupuesto y el doblaje de algunas escenas.